# Saint-Yan
Saint-Yan település Franciaországban, Saône-et-Loire megyében. Lakosainak száma 1132 fő (2022. január 1.). Saint-Yan Chassenard, L’Hôpital-le-Mercier, Montceaux-l’Étoile, Paray-le-Monial, Poisson, Varenne-Saint-Germain, Versaugues és Vitry-en-Charollais községekkel határos.

## Népesség
A település népessége az elmúlt években az alábbi módon változott:
| Lakosok száma | 1147 | 1187 | 1206 | 1169 | 1159 | 1156 | 1153 | 1152 | 1132 |
|               | 2013 | 2015 | 2016 | 2017 | 2018 | 2019 | 2020 | 2021 | 2022 |